# Christian Lionnet
Pour les articles homonymes, voir Lionnet.
 (août 2015).
Christian Lionnet est un homme politique seychellois.

## Biographie
Il est ministre de l'Aménagement du territoire et de l’Habitat depuis 2015.